# Caroline Cossey
Caroline "Tula" Cossey (nascuda el 31 d'agost de 1954, a Brooke, Norfolk), és una model anglesa. És una de les dones transgènere més reconegudes pel públic, i la primera a posar per a la Revista Playboy. Després que la seva transsexualitat hagués estat públicament revelada, sense el seu permís, pel diari britànic News of the World, Cossey es va notabilitzar a través de lluita en directe a ser reconeguda legalment com a dona, i de poder-se casar. El cas va pujar a les instàncies europees, on Cossey va guanyar, i va crear jurisprudència que va ajudar a la creació de Gender Recognition Act.
Cossey va néixer a vila de Brooke, comtat de Norfolk, Anglaterra, i se li va atribuir el sexe masculí en el seu naixement. Cossey tenia un fenotip feminitzat a causa d'una condició coneguda com la síndrome de Klinefelter; amb tot, en comptes de tenir un cariotip XXY, una variant de síndrome més comuna, tenia XXXY. Cossey mai es va sentir integrada al paper masculí, i la seva amiga més propera era la seva germana Pam, amb qui botava vestint la roba de mare.
Als 17 anys, Cossey va començar la teràpia hormonal i va passar a viure com a dona a temps complet. Després d'haver començat la transició, Cossey va iniciar una carrera com a showgirl i, després una mamoplàstia, com a estríper, treballant en els clubs nocturns de Londres, París i Roma. Després de la sorpresa inicial, els pares de Cossey li van donar suport plenament. Anys després de tractament i psicològic, i de la seva identitat ser reconeguda legalment, Cossey va fer una cirurgia genital el 31 de desembre de 1974 al Charing Cross Hospital de Londres. Va tenir una carrera com a model, el 1981 va participar com a Noia Bond al film "Només per als teus ulls", va aparèixer a la pàgina 3 de Sun, i va posar per a Playboy.
La transsexualitat de Cossey no era de coneixement públic, fins a l'"outing" de News of the World, el reportatge del qual tenia com a títol "Una de les Bondgirls ja va ser home". Cossey va arribar a pensar a suïcidar-se després de la publicació de reportatge, i va acabar per reduir la seva participació a la televisió, ara tenia continuat a treballar com a model. En la seva primera autobiografia, "I Am a Woman", és una resposta al reportatge de News of the World.